# Energieleitzentrale
Die Energieleitzentrale ist ein Veranstaltungszentrum in der Bremer Überseestadt am Platz „Am Speicher XI“. Namensgeber und zentrales Gebäude ist das historische Maschinenhaus der Bremer Lagerhaus Gesellschaft (BLG). Zusammen mit dem denkmalgeschützten Speicher XI zählt es zu den ältesten erhaltenen Gebäuden aus der Gründerzeit des Bremer Überseehafens.

## Geschichte
Das Maschinenhaus wurde 1906 bei der Anlage des Freihafens II (ab 1938 Überseehafen) als Maschinen und Accumulatoren Gebäude gebaut. Auftraggeber war die Bauinspektion für Freibezirk und Holzhafen, ein Vorgänger des Hafenbauamts. Planung und Durchführung unterstanden dem Bremer Architekten Ludwig Nause, der auch das Verwaltungsgebäude Hafen II und den Speicher XI errichtete. Das Maschinenhaus wurde von der Bremer Lagerhaus Gesellschaft betrieben. Es beherbergte die gesamte Energieversorgung der maschinellen Betriebsanlagen des Überseehafens, der Kajen und der Krananlagen.

## Gestaltung
Architektonisch verbindet das Maschinenhaus die Funktionalität eines Industriebaus mit historisierenden Elementen, die es „wie eine typische gründerzeitliche Fabrik mit repräsentativer Straßenfassade und Ziegelornamentik“ aussehen lassen. Die Symmetrie der Fassade wird durch einen wuchtigen, seitlich versetzten Haupteingang aufgehoben, der die Doppelfunktion des Gebäudes betont. An der Nordseite befanden sich Wasch- und Sozialräume für Hafenarbeiter, Werkstätten und Büros. Zentraler Raum an der Südseite ist die 220 Quadratmeter große Generatorenhalle. Sie erstreckt sich über zwei Geschosse. Rundbogenfenster und ein Band aus Dachoberlichtern sorgten für Tageslichtbeleuchtung. In seiner Nutzungsgeschichte wurde das Maschinenhaus mehrfach umgebaut. Die historische, technische Ausstattung fehlt heute vollständig. Die Außenfassade ist durch Vermauerungen, Öffnungen und Anbauten verändert, im Klinker jedoch nahezu vollständig erhalten.

## Nutzung
Mit seiner Inbetriebnahme 1906 versetzte das Maschinenhaus das neue Hafenareal auf den neuesten Stand der Technik. Die Krananlagen des Überseehafens wurden mit Gleichstrom von 440 Volt versorgt, während die Anlagen des älteren Europahafens noch mit Druckwasser betrieben wurden. Den Strom leiteten Generatoren weiter, die von Motoren im Untergeschoss des Gebäudes angetrieben wurden. Während des Zweiten Weltkriegs wurden die bremischen Häfen durch Bombeneinwirkung zu weiten Teilen zerstört, das Maschinenhaus blieb jedoch intakt. Mit Genehmigung der Alliierten konzentrierte sich die Wiederaufnahme des Hafenumschlags auf dieses Gebiet. Hier konnten die Frachter aus den USA mit Hilfslieferungen anlegen und gelöscht werden. Außer an den Verladekränen wurde die gesamte Stromversorgung von Gleichstrom auf Drehstrom umgestellt.
1949 eröffnete die BLG im ausgebauten Dachgeschoss einen Modellraum, um Staatsgästen und anderen Besuchern die Entwicklung der bremischen Häfen zu demonstrieren. Teile der elektrisch betriebenen Modellanlagen befinden sich heute im Deutschen Schifffahrtsmuseum. Vor Ort sind Wandmalereien mit Hafenszenen und Sinnsprüchen erhalten. Von 1986 bis 2005 war im Maschinenhaus ein Blockheizkraftwerk untergebracht, welches umliegende Verwaltungsgebäude mit Strom und Nahwärme versorgte. 1999 beendete die BLG den Technischen Betrieb in den Häfen auf der rechten Weserseite. 2000 beschloss der Bremer Senat das Entwicklungskonzept „Überseestadt“ und stellte damit die Weichen für eine Umnutzung der Hafenreviere. 2005 wurde das Gebäude vom Bremer Bauunternehmer Klaus Hübotter gekauft, saniert und zusammen mit dem BLG-Forum zum Veranstaltungsort Energieleitzentrale umgestaltet.

## Anbauten
Das Gebäude des Maschinenhauses wurde mehrfach erweitert und durch Bauten ergänzt, die dem Technischen Betrieb der BLG dienten. Die Motorisierung des Schuppenbetriebs erforderte stets Anpassungen an Architektur und Arbeitsabläufe.

### Staplerhalle
Bereits in den 1920er Jahren nutzte die BLG Elektrokarren zum Transport von Stückgut im Hafen. Um den wachsenden Fuhrpark unterzubringen, wurde 1927 hinter dem Maschinenhaus ein Elektrokarrenschuppen, später: Gabelstaplerschuppen gebaut. Dieser umfasste Werkstatt, Laderaum und eine Garage. Die heutige Staplerhalle geht zurück auf einen Bau, der 1975 in Stahlbetonskelettbauweise nach Entwurf des Hamburger Architekturbüros Pauen Planung errichtet wurde. Die Halle diente der Pflege und Wartung der Gabelstapler zum Warentransport im Hafen. Der circa 1.900 Quadratmeter große Raum besitzt durch ein umlaufendes Band aus Stahlfenstern Tageslichtbeleuchtung. Er kann durch Schiebetore von der Nord-, West- und Ostseite angefahren werden. Im Zuge der Umgestaltung 2004 wurden die technischen Einbauten zurückgenommen, um eine multifunktionale Verwendung der Halle als Veranstaltungsort zu ermöglichen. 2007 erfolgte die Umbenennung der Staplerhalle in BLG-Forum. 2025 wurde die Staplerhalle von der ELZ Betriebs GmbH in Alte Kranhalle umbenannt.

### Verwaltungsgebäude
Im Gebäude Cuxhavener Straße 3 saß bis 1998 die Verwaltung des Technischen Betriebs der BLG. Das ursprünglich zweigeschossige Gebäude von 1963 ist auf einem ehemaligen Schutzbunker von 1942 errichtet und wurde 1979 aufgestockt. Die Telefonzentrale war in einem ummantelten Gebäudeteil („Telefonbunker“) untergebracht. Die Trafostation (Schaltwarte) ist weiterhin intakt. Die Räume werden heute von verschiedenen Dienstleistern genutzt. Zwischen Maschinenhaus und Verwaltungsgebäude befindet sich eine circa 90 Quadratmeter große überdachte Hoffläche.